# Ingeleben
Ingeleben ist ein Ortsteil der Gemeinde Söllingen im niedersächsischen Landkreis Helmstedt.

## Geographie

### Geographische Lage

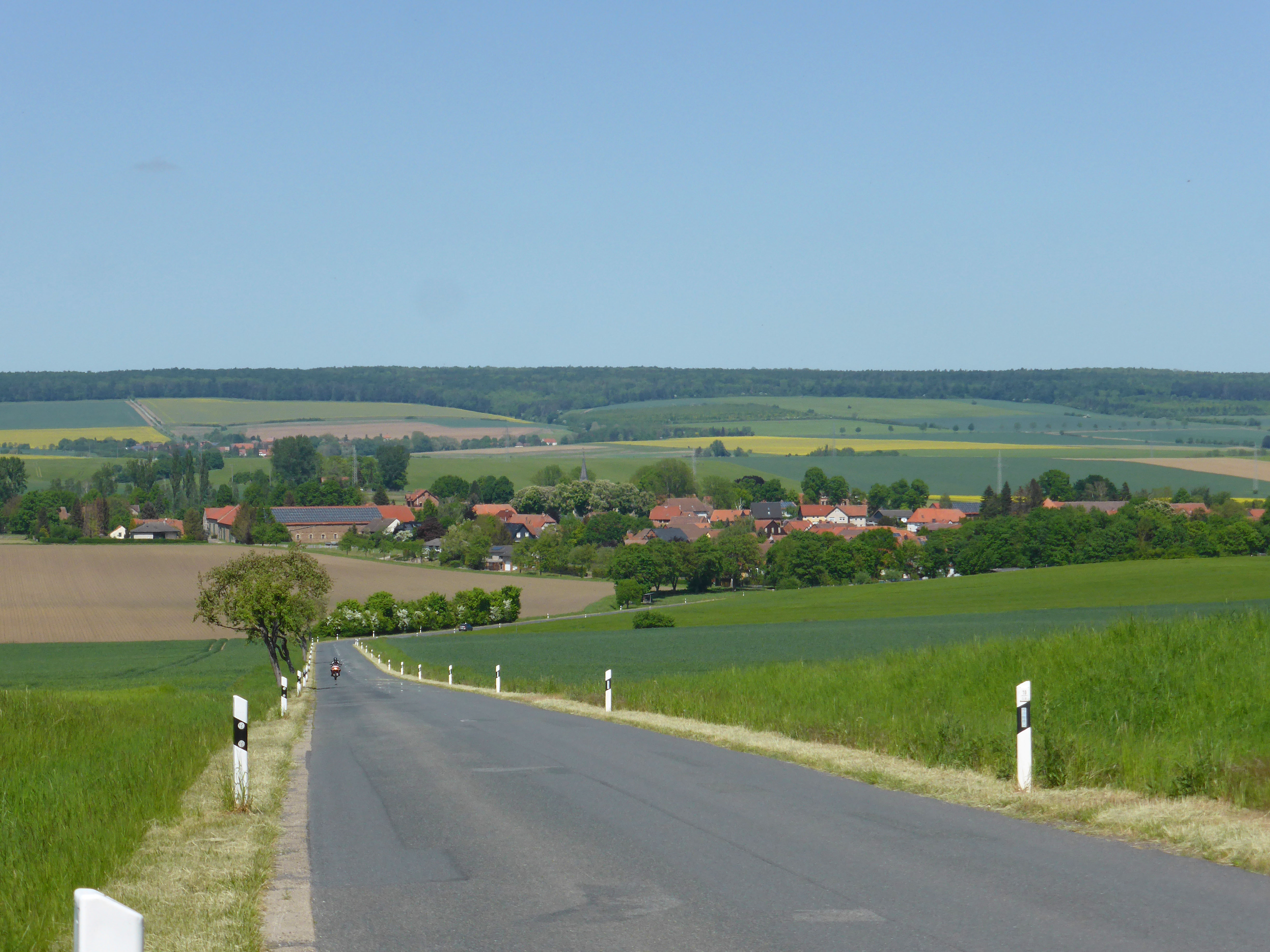
Blick auf Ingeleben mit dem Elm im Hintergrund

Ingeleben liegt im Süden des Landkreises Helmstedt und im Osten von Niedersachsen. Rund fünf Kilometer östlich und südlich von Ingeleben verläuft die Landesgrenze nach Sachsen-Anhalt.
Ingeleben liegt im Jerxheimer Hügelland des Ostbraunschweigischen Hügellandes in der Schöppenstedter Mulde zwischen dem Elm und dem Naturpark Elm-Lappwald im Norden und dem Heeseberg im Süden.
Nachbarorte sind im Osten Dobbeln, im Süden Jerxheim und Watenstedt, im Westen Warle und im Norden Klein Dahlum und Wobeck.

## Geschichte

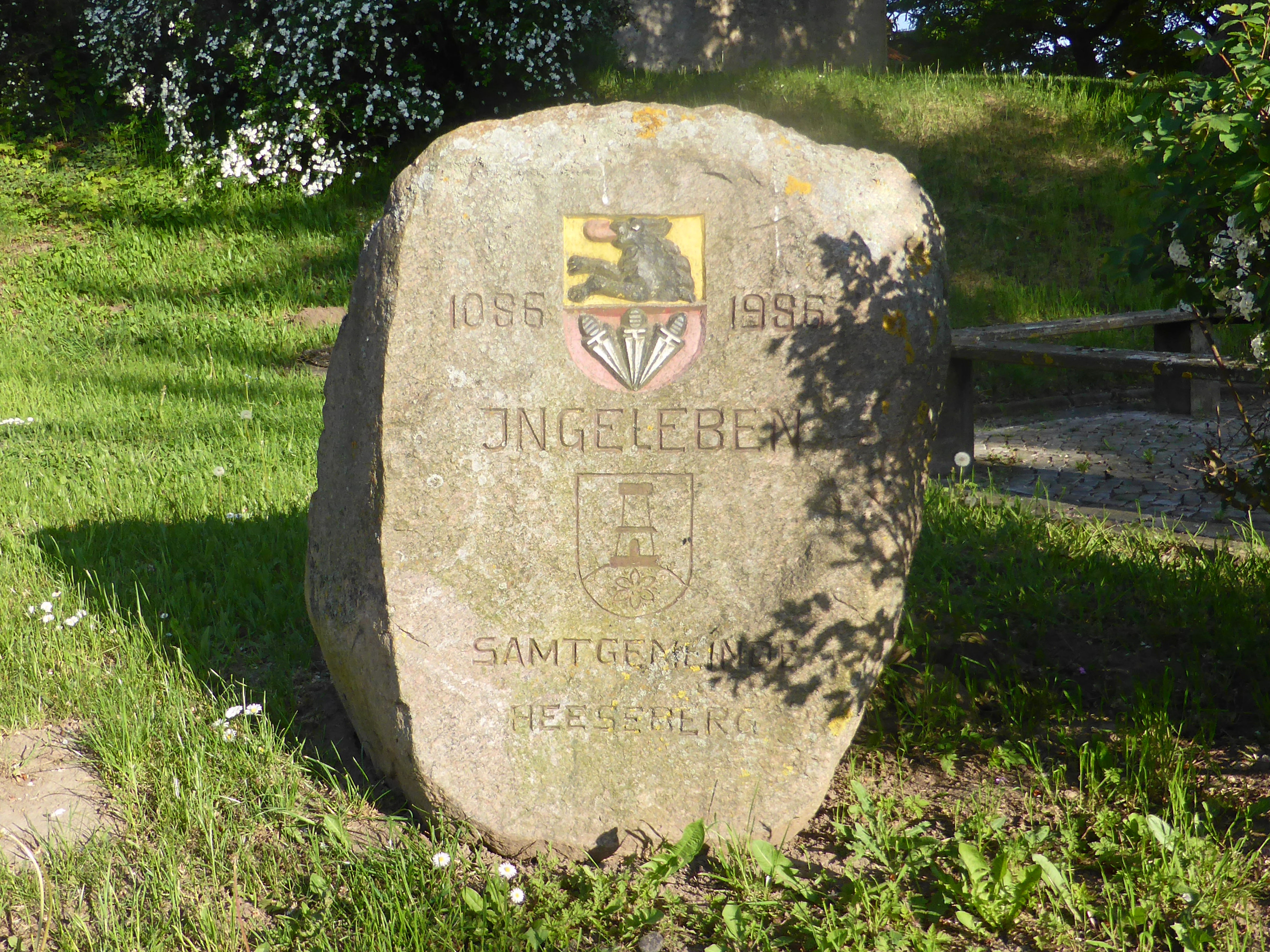
Gedenkstein an das 900-jährige Ortsjubiläum 1986

### Ortsname
Alte Bezeichnungen des Ortes sind um 1086 Ingeleuo/Ingelovo, 1135 und 1136 Iggeleve, 1148 Iggenlove, 1193 Ingeleve und 1194 Ingeleive.
Der Ortsname ist eine Bildung mit dem Grundwort „-leben“ und dem Stamm „Ingo“, der sich von Ingvi – dem Namen des Stammgottes der Ingwäonen – ableitet. Daraus lässt sich die Bedeutung „Hinterlassenschaft, Erbe, Besitz des Ingo“ schließen.

### Geschichte

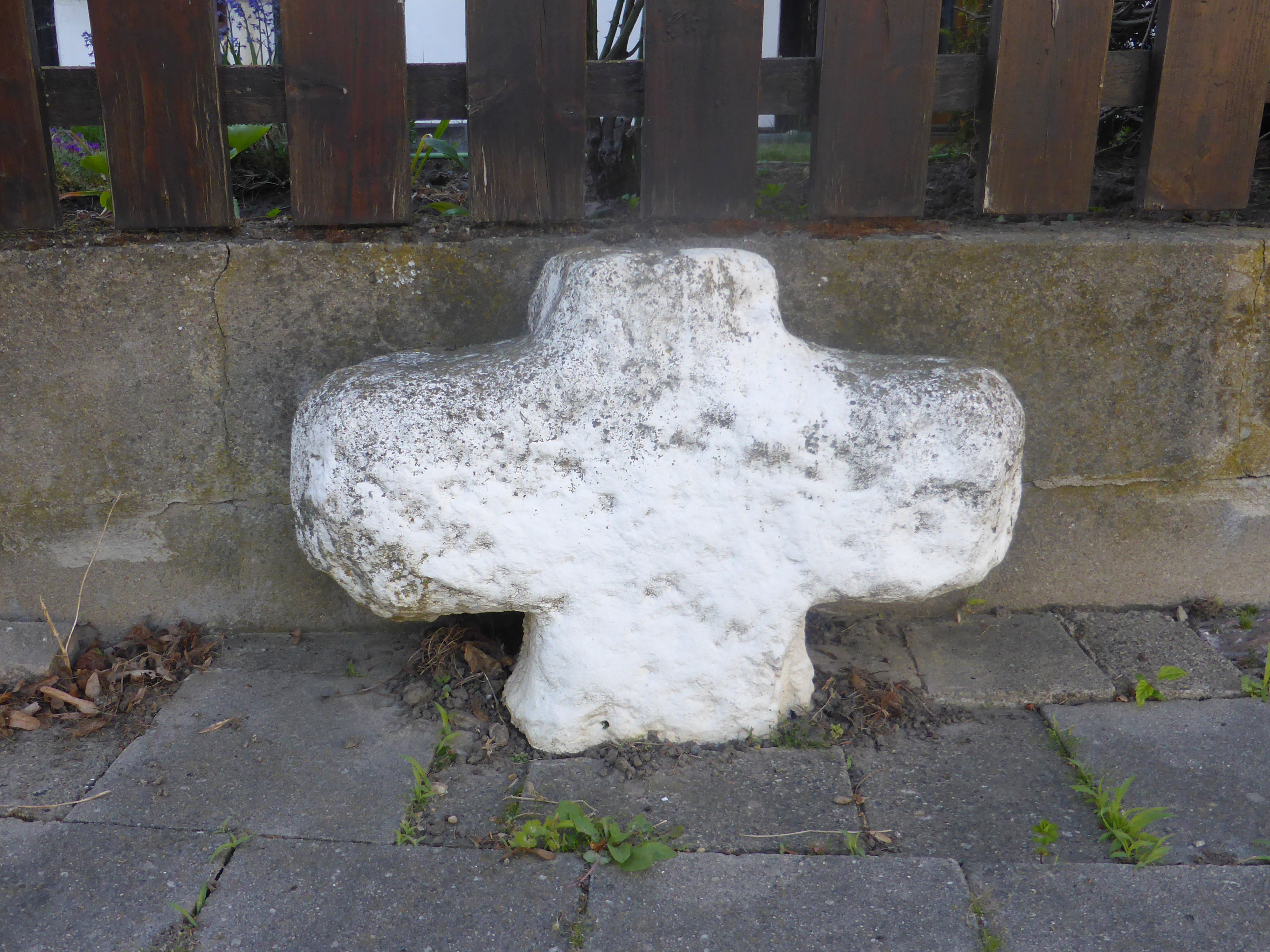
Steinkreuz

Als während des Dreißigjährigen Krieges Truppen durch den Ort zogen, kaufte sich Ingeleben und die Kirche von der Plünderung frei. Ein Steinkreuz (Schwedenkreuz) an der Straßenkreuzung des Dorfes dokumentiert diesen Vorgang.
Im Fürstentum Braunschweig-Wolfenbüttel lag Ingeleben im Amt Jerxheim des Elmbezirkes. In der Franzosenzeit gehörte Ingeleben zum Kanton Jerxheim im Distrikt Braunschweig, welcher zum Departement der Oker des Königreiches Westphalen gehörte. Am 1. Januar 1833 wurde der (Land)kreis Helmstedt gegründet, dem Ingeleben bis heute angehört.
Infolge der Flucht und Vertreibung Deutscher aus Mittel- und Osteuropa von 1945–1950 hatte sich die Einwohnerzahl von Ingeleben von 622 (1939) auf 1040 (1950) vergrößert, davon waren 1950 346 Heimatvertriebene.

### Eingemeindungen
Am 1. November 2016 wurden auf Beschluss des Niedersächsischen Landtages die bisherigen Gemeinden Ingeleben, Söllingen und Twieflingen, die alle der Samtgemeinde Heeseberg angehörten, zu einer neuen Gemeinde Söllingen zusammengefasst.

### Einwohnerentwicklung
| Jahr      | 1821 | 1849 | 1871 | 1905 | 1910 | 1925 | 1933 | 1939 | 1950 | 1956 | 2000 | 2003 | 2006 | 2007 | 2015 |
| --------- | ---- | ---- | ---- | ---- | ---- | ---- | ---- | ---- | ---- | ---- | ---- | ---- | ---- | ---- | ---- |
| Einwohner | 530  | 650  | 637  | 745  | 661  | 644  | 611  | 622  | 1040 | 911  | 468  | 454  | 436  | 427  | 373  |

## Religion
Ingeleben wurde durch die Reformation im 16. Jahrhundert protestantisch geprägt.
Ingeleben mit seiner St.-Nikolaus-Kirche gehört zur Kirchengemeinde St. Stephan am Großen Bruch, die ihr Kirchenbüro in Watenstedt und ihren Pfarrsitz an der St.-Vincenz-Kirche in Schöningen hat. Sie gehört zur Propstei Helmstedt der Evangelisch-lutherischen Landeskirche in Braunschweig. Zur Kirchengemeinde St. Stephan am Großen Bruch gehören neben Ingeleben auch die Dörfer Barnstorf, Gevensleben und Watenstedt.
Katholische Einwohner gehören zur Pfarrei Maria Hilfe der Christen mit Sitz in Schöningen, zu der die Filialkirche Maria von der Immerwährenden Hilfe im nähergelegenen Jerxheim gehört.

## Politik

### Gemeinderat und Bürgermeister
Auf kommunaler Ebene wird Ingeleben seit 2016 vom Gemeinderat aus Söllingen vertreten.
Ehemalige Bürgermeister
- noch offen–2016: Sonja Spindler, letzte ehrenamtliche Bürgermeisterin

### Wappen
Der Entwurf des Kommunalwappens stammt von dem Braunschweiger Oberstudiendirektor, Heraldiker und Grafiker Wilhelm Krieg. Das Wappen, das auch die Zustimmung des Staatsarchivs Wolfenbüttel fand, wurde am 9. Februar und 20. Mai 1965 vom Gemeinderat beschlossen und am 16. Juni desselben Jahres vom braunschweigischen Verwaltungspräsidenten genehmigt.
| Wappen von Ingeleben | Blasonierung: „Im geteilten Wappenschild oben in Gold ein steigender, rot bewehrter schwarzer Wolf; unten in Rot drei silberne, fächerförmig angeordnete Schwerter mit goldenem Knauf.“ |
| Wappen von Ingeleben | Wappenbegründung: Das Ingelebener Wappen ist aus den Wappen von Geschlechtern komponiert, die früher im Dorfe Einfluss besaßen. Kord Wulf von Ingeleben siegelte 1391 mit einem Wolf. Die Braunschweiger Patrizier Ludolf und Hans von Ingeleben benutzten 1348 bzw. 1412, Siegel mit drei Schwertern. Die Dreizahl zeigt außerdem an, dass Ingeleben aus drei Gebietsteilen zusammenwuchs: aus der Feldmark Ingeleben und den beiden Wüstungen (Hohen)-Neinstedt und Vensleben. |

## Kultur und Sehenswürdigkeiten

### Theater
Die Laienspielgruppe Ingeleben von 1981 e. V. widmet sich dem Schauspiel, die 1981 gegründete Gruppe tritt im Kulturzentrum Ingeleben und in anderen Ortschaften des Landkreises Helmstedt auf.

### Bauwerke

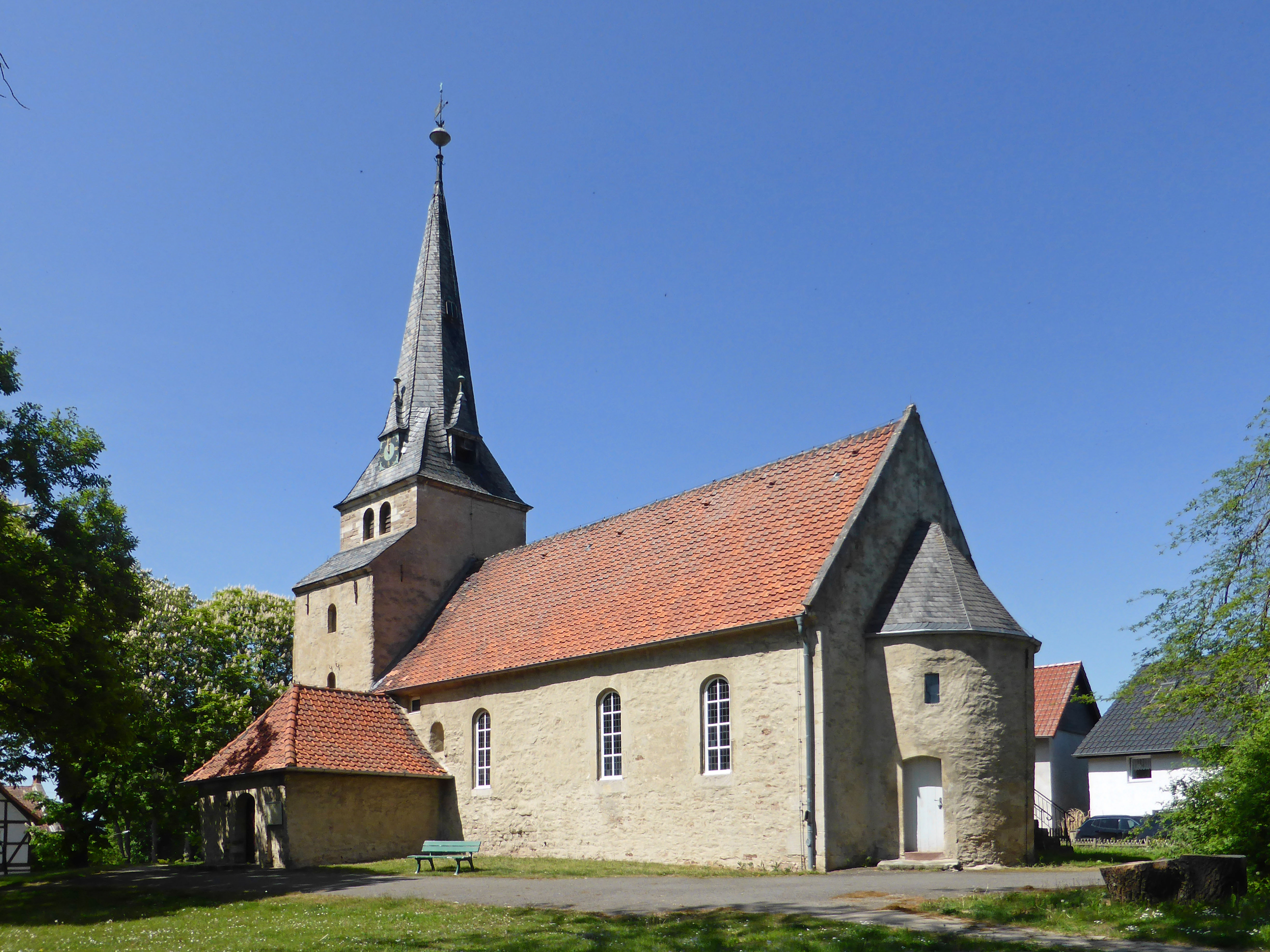
St.-Nikolaus-Kirche

Die evangelisch-lutherische St.-Nikolaus-Kirche ist die einzige Kirche in Ingeleben. Die geostete Kirche ist in ihren Ursprüngen romanisch und steht unter Denkmalschutz.
Das Kriegerdenkmal steht auf dem Friedhof, es erinnert an die Opfer der beiden Weltkriege aus Ingeleben. Ein weiterer Gedenkstein unweit der Kirche erinnert an das 900-jährige Ortsjubiläum von Ingeleben, das im Jahre 1986 gefeiert wurde.
Neben der Kirche, dem Pfarrhaus und dem ehemaligen Pfarrwitwenhaus sind mehrere Wohnhäuser und landwirtschaftliche Gebäude sowie der Friedhof und mehrere seiner Grabsteine im Denkmalatlas Niedersachsen als Baudenkmale aufgeführt.
Ein Steinkreuz an der Hauptkreuzung des Dorfes, auch Schwedenkreuz genannt, erinnert daran, das sich Ingeleben und seine Kirche von einer Plünderung im Dreißigjährigen Krieg, als schwedische Truppen durch Ingeleben zogen, freikaufte.

### Grünflächen und Naherholung
In der Nähe von Ingeleben bieten sich der Heeseberg, auf dem ein Aussichtsturm und eine Berggaststätte stehen, mit seinem Naturschutzgebiet sowie der Elm für Spaziergänge und Wanderungen an.

### Sport
Ingeleben verfügt über einen Sportplatz mit einem Sportheim und Kulturzentrum. Der Sportverein SV Ingeleben von 1922 e. V. wurde 1922 gegründet. Im Verein werden Fußball, Gymnastik und Tennis ausgeübt. Ein weiterer Sportverein ist der Reitsportverein Ingeleben e. V.
Die Kyffhäuser-Kameradschaft Ingeleben wurde 1874 als Soldatenvereinigung gegründet, bereits 1876 schaffte sie sich ihre Fahne an. Nach dem Zweiten Weltkrieg wurde die Kyffhäuserkameradschaft Ingeleben 1953 wiedergegründet.
Die Schützenbrüderschaft Ingeleben von 1856 e. V. wurde 1856 gegründet, 1978/79 wurde ihr Schießstand errichtet.

### Regelmäßige Veranstaltungen
- Heiratsmarkt des 1969 gegründeten Junggesellenclubs Ingeleben, seit 2013 findet der beliebte Heiratsmarkt nicht mehr statt
- In den Sommermonaten Juni/Juli findet die Sportwoche des SV Ingeleben von 1922 e. V. statt
- im Spätsommer/Herbst mehrere Theateraufführungen der Laienspielgruppe Ingeleben[13] im Kulturzentrum Ingeleben

## Wirtschaft und Infrastruktur

### Unternehmen

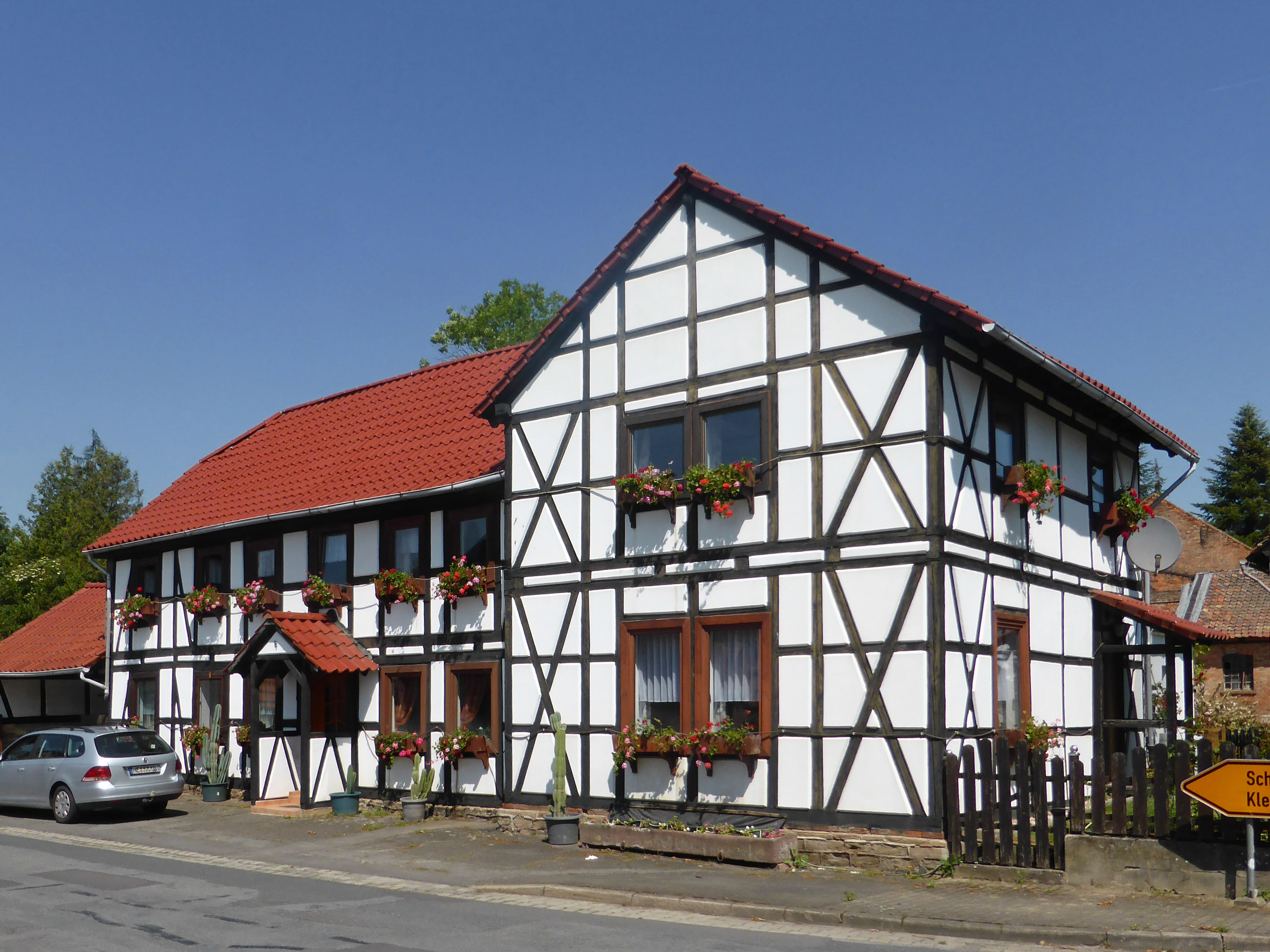
Ehemalige Gaststätte Dorfkrug

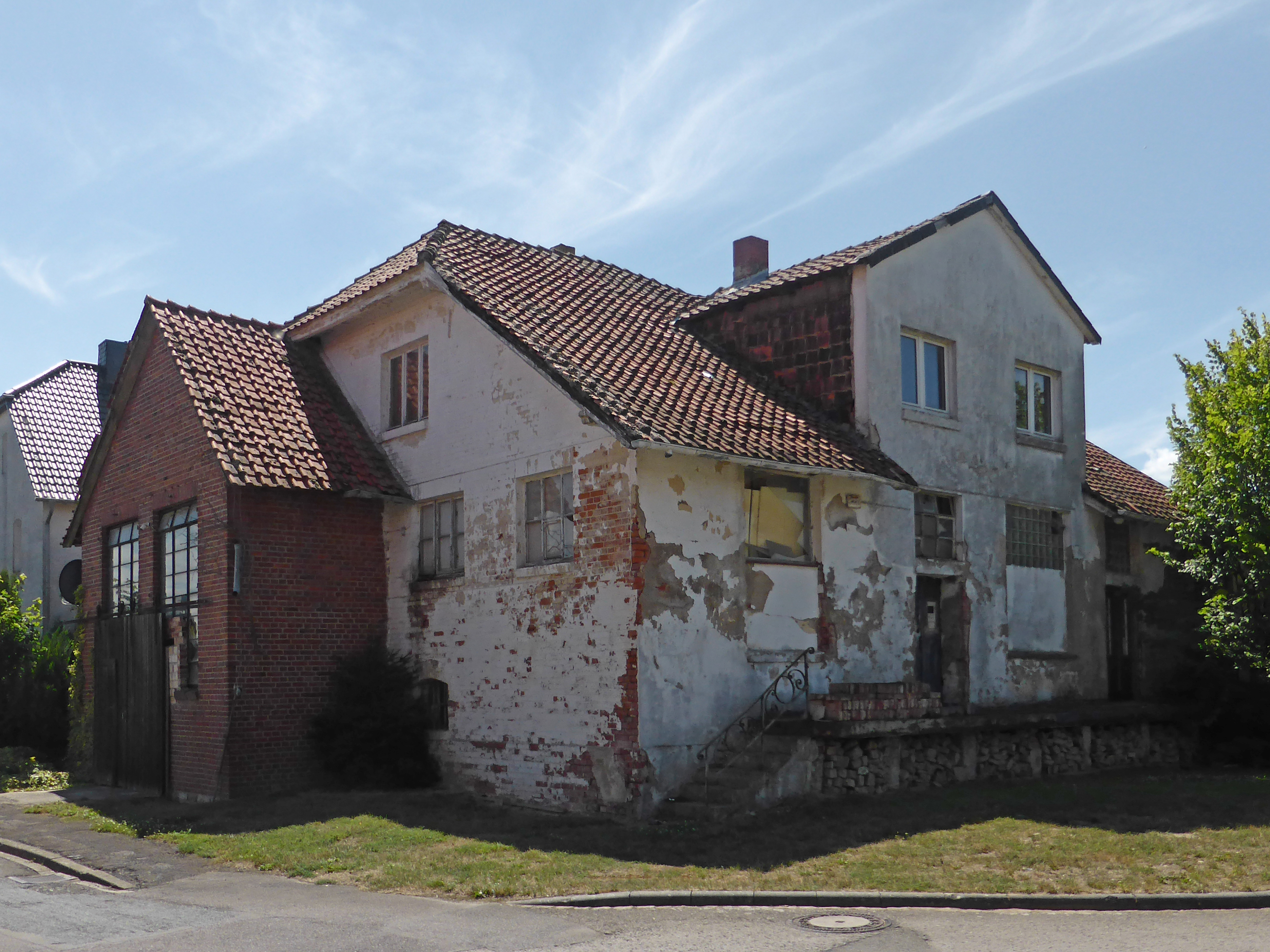
Ehemalige Molkerei

Ingeleben ist landwirtschaftlich geprägt. Größere Unternehmen sind in Ingeleben nicht ansässig.
Die Poststelle I Ingeleben, die dem Postamt Helmstedt zugeordnet war, wurde geschlossen. In Ingeleben steht heute nur noch ein Postbriefkasten zur Verfügung.
Die beiden Gaststätten und die drei Gemischtwaren- und Lebensmittelläden wurden geschlossen. Heute bestehen in Ingeleben keine Einkehrmöglichkeit und auch keine Einkaufsmöglichkeit für Waren des täglichen Bedarfs mehr.
Die private Molkerei von Ernst Gerlach wurde 1904 gegründet, sie produzierte auch Käse und bestand bis Anfang 1964.

### Öffentliche Einrichtungen

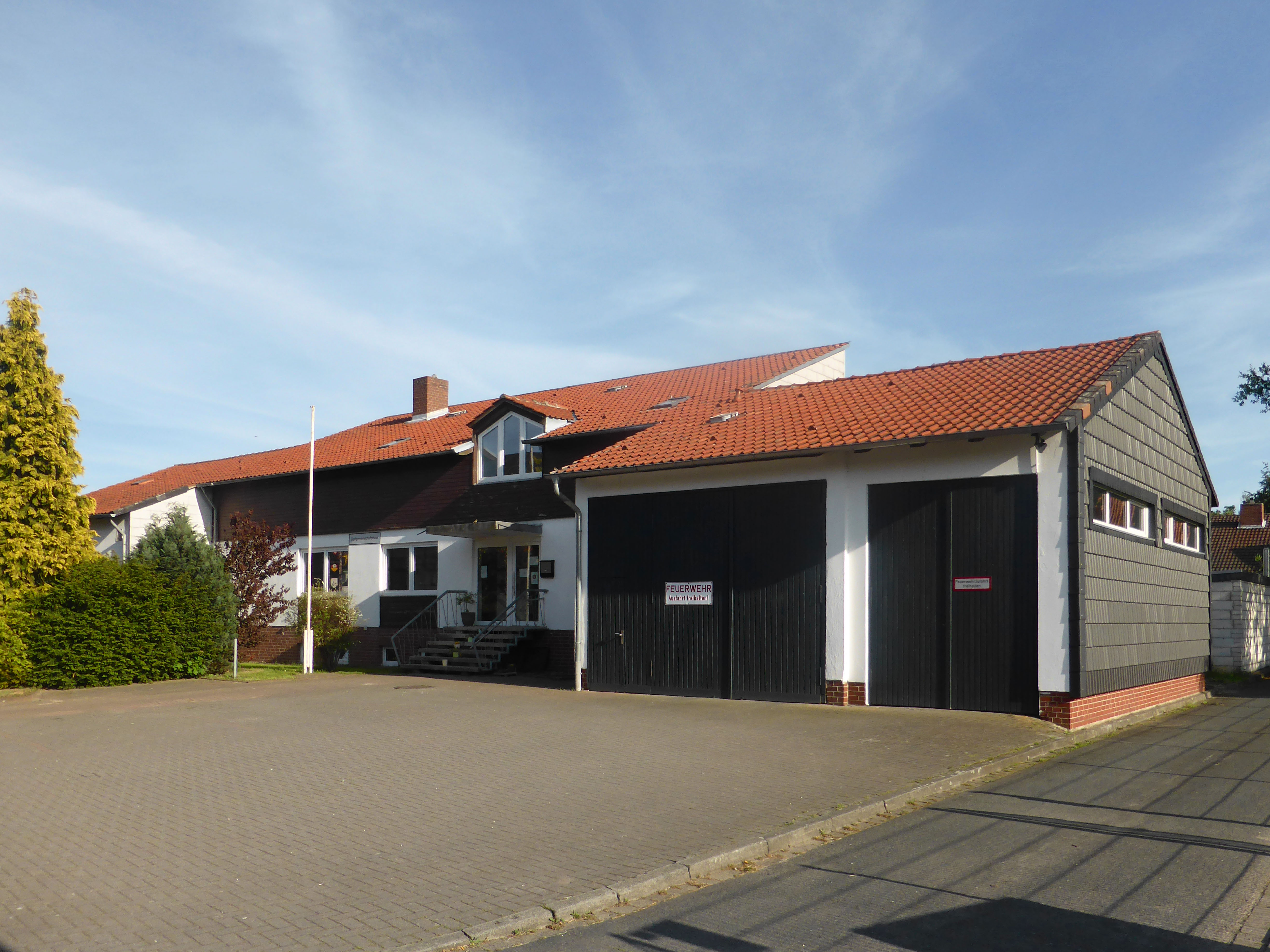
Dorfgemeinschaftshaus mit Feuerwehrhaus

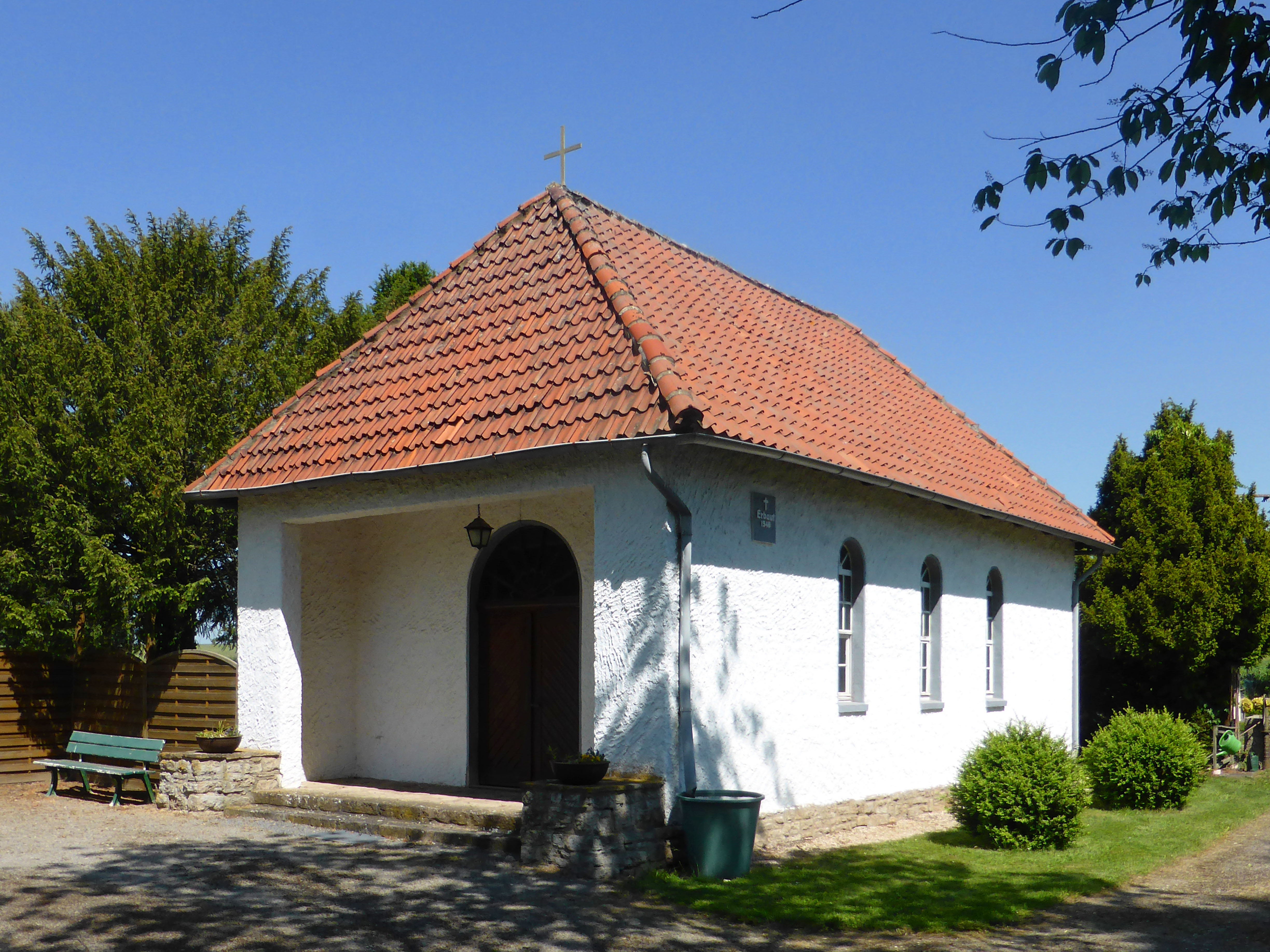
Friedhofskapelle

Die Freiwillige Feuerwehr Ingeleben geht auf das Jahr 1896 zurück, sie verfügt über ein Feuerwehrhaus, das neben dem Dorfgemeinschaftshaus steht. 1964 wurde in Ingeleben eine Jugendfeuerwehr gegründet. Heute ist die Freiwillige Feuerwehr Ingeleben ein Teil der Freiwilligen Feuerwehr Nord der Samtgemeinde Heeseberg, zu der neben Ingeleben auch die Ortschaften Dobbeln und Wobeck gehören.
Ein Kulturzentrum befindet sich neben dem Sportheim.
Ingeleben verfügt über einen Friedhof, die Friedhofskapelle wurde 1948 erbaut. Auf dem Friedhof steht auch das Kriegerdenkmal zur Erinnerung an die Opfer der beiden Weltkriege.

### Bildung

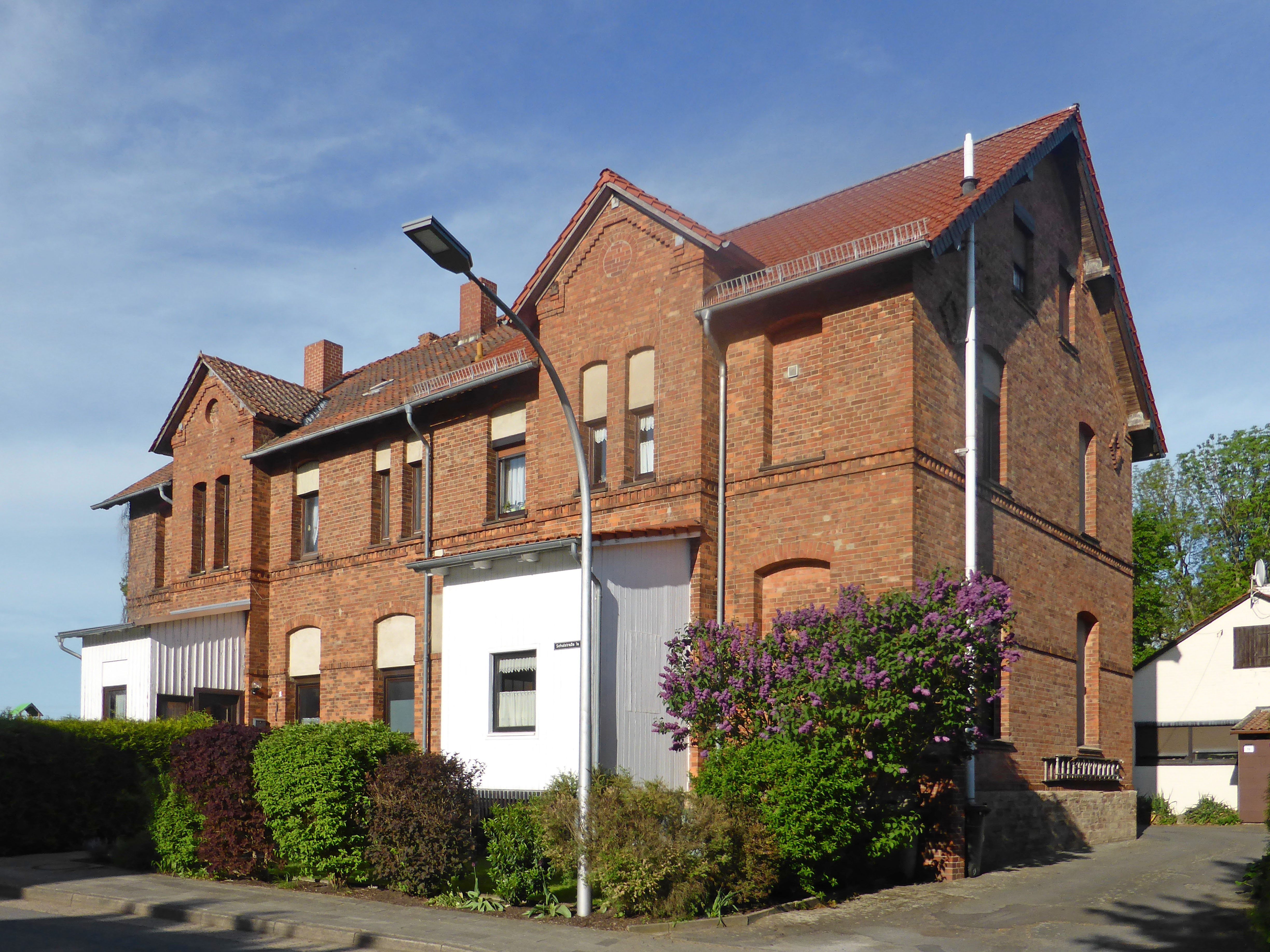
Ehemalige Schule

Im Dorfgemeinschaftshaus betreibt der Kreisverband Helmstedt des Deutschen Roten Kreuzes einen Kindergarten.
Die Schule wurde geschlossen.

### Verkehr

#### Straßenverkehr

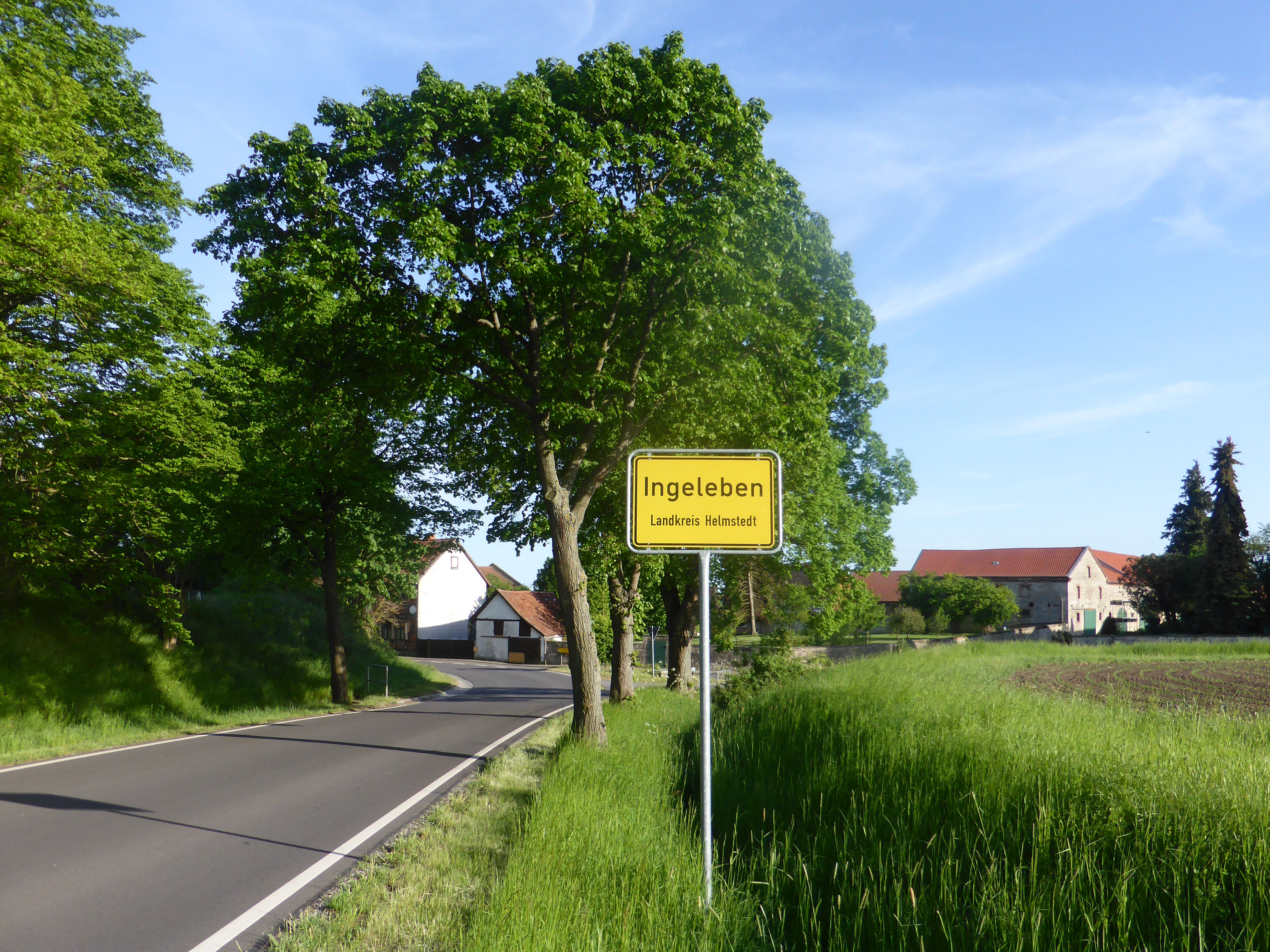
Kreisstraße 54 mit westlichem Ortseingang von Ingeleben

Ingeleben liegt rund drei Kilometer südlich der Bundesstraße 82, die dort von Schöppenstedt über Wobeck nach Schöningen führt. Rund vier Kilometer östlich von Ingeleben verläuft die Bundesstraße 244, die dort von Schöningen über Söllingen nach Wernigerode in Sachsen-Anhalt führt.
Durch Ingeleben verläuft in Nord-Süd-Richtung die Kreisstraße 27, die in der Ortslage von Ingeleben die Bezeichnungen Zum Föhrberg und Zur alten Schule trägt. Im Norden führt die Kreisstraße 27 bis zur Bundesstraße 82 in Wobeck, in südlicher Richtung führt sie bis zur Kreisstraße 31 zwischen Jerxheim und Watenstedt.
In Ost-West-Richtung verläuft die Kreisstraße 54 durch Ingeleben, wo sie als Ingostraße bezeichnet wird. In nordwestlicher Richtung führt die Kreisstraße 54 in den Landkreis Wolfenbüttel, die nächste Ortschaft ist Klein Dahlum. Im Osten führt die Kreisstraße 54 über Dobbeln bis zur Bundesstraße 244.
Die Buslinie 371 der Kraftverkehrsgesellschaft Braunschweig führt von Ingeleben über Dobbeln bis nach Schöningen, und über Wobeck bis nach Schöppenstedt. Die Buslinie 397 führt von Ingeleben über Schöningen bis nach Helmstedt, und über Söllingen und Jerxheim bis nach Gevensleben.

#### Eisenbahn
Die Braunschweig-Schöninger Eisenbahn betrieb von 1902 bis 1971 eine Eisenbahnstrecke von Braunschweig nach Schöningen, die nördlich von Ingeleben vorbeiführte. Der Personenverkehr auf dieser Strecke wurde bereits 1954 eingestellt. Der nächstgelegene Bahnhof war Wobeck, der außerhalb der Ortslage von Wobeck an der Straße nach Ingeleben lag.

## Persönlichkeiten

### Söhne und Töchter von Ingeleben
- Martin Erdmann (1896–1977), lutherischer Theologe und von 1947 bis 1965 Landesbischof der Evangelisch-Lutherischen Landeskirche in Braunschweig